# Вулька-Заставська
Вулька-Заставська (пол. Wólka Zastawska) — село в Польщі, у гміні Станін Луківського повіту Люблінського воєводства.
Населення — 354 особи (2011).
У 1975-1998 роках село належало до Седлецького воєводства.

## Демографія
Демографічна структура станом на 31 березня 2011 року:
|          | Загалом | Допрацездатний вік | Працездатний вік | Постпрацездатний вік |
| -------- | ------- | ------------------ | ---------------- | -------------------- |
| Чоловіки | 176     | 46                 | 115              | 15                   |
| Жінки    | 178     | 47                 | 93               | 38                   |
| Разом    | 354     | 93                 | 208              | 53                   |